# Stadl (Vilgertshofen)

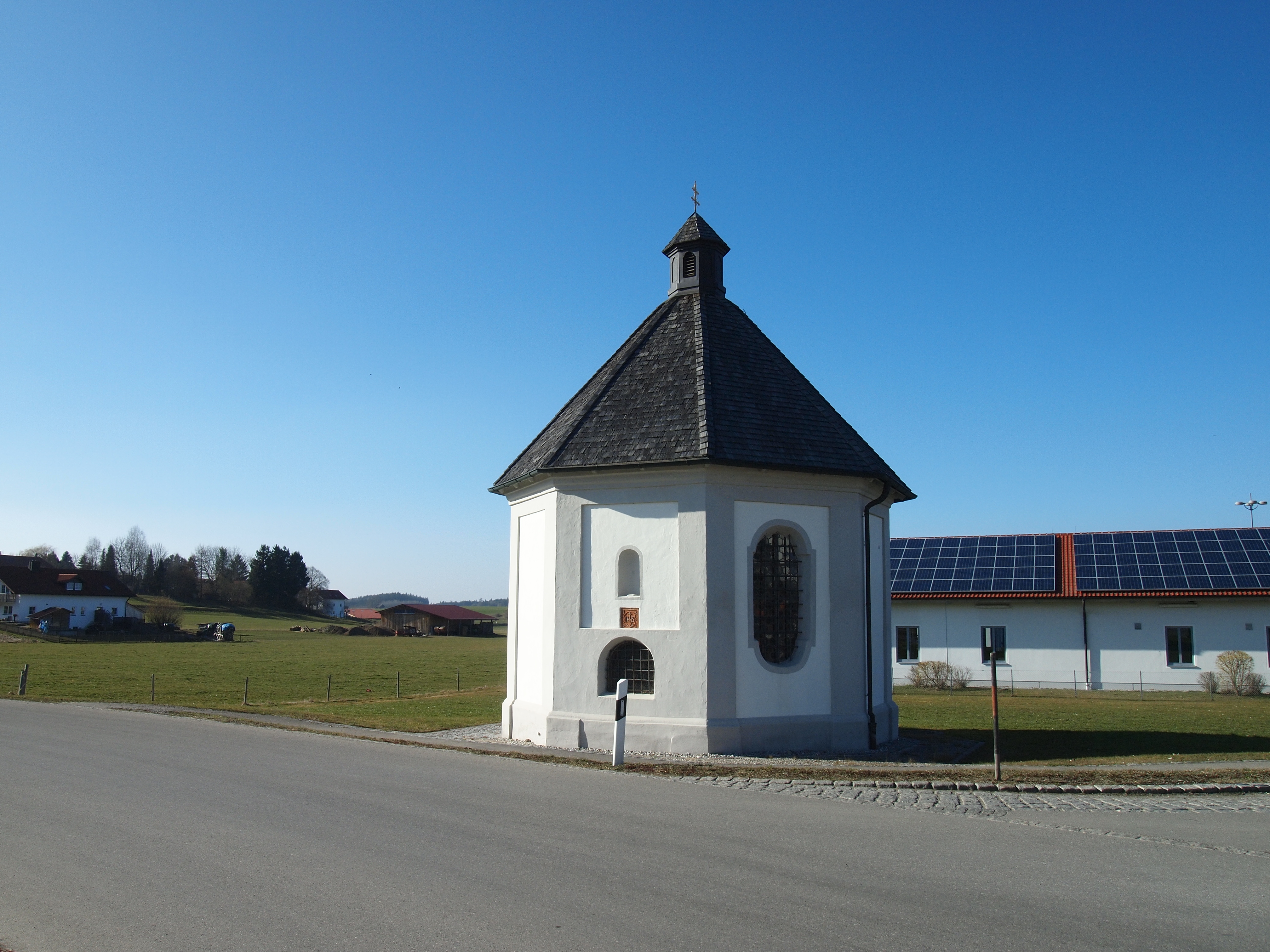
Kapelle St. Leonhard

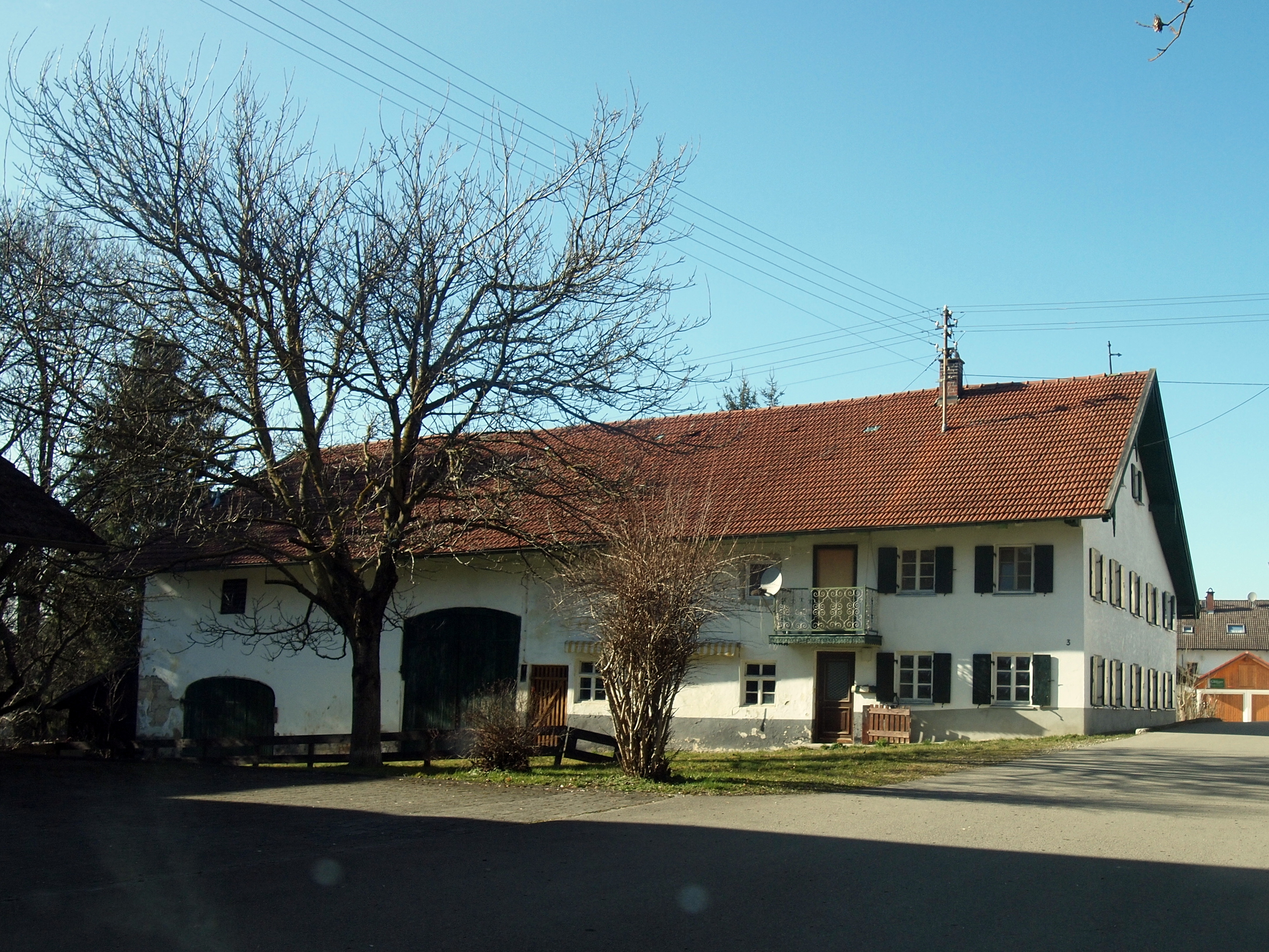
Bauernhaus Poststraße 3

Stadl ist ein Ortsteil der Gemeinde Vilgertshofen im oberbayerischen Landkreis Landsberg am Lech.

## Geografie
Das Pfarrdorf Stadl liegt circa zwei Kilometer nördlich von Vilgertshofen, fast direkt westlich angrenzend an Pflugdorf im Lechrain.

## Baudenkmäler
In Stadl befindet sich die Pfarrkirche St. Johannes der Täufer. Die ursprünglich um etwa 1500 erbaute Kirche wurde 1750/51 vergrößert und mit Stilelementen des Rokoko verziert. Die Fresken in der Kirche stammen von Johann Baptist Baader. Zuletzt wurde die Kirche 1979/80 renoviert.
Weiterhin befindet sich östlich von Stadl die Leonhardikapelle von 1696 und westlich des Dorfes die Angerkapelle von 1670.
Weitere eingetragene Baudenkmäler des Dorfes sind:
- Tuffkreuz mit abgeschlagenen Querarmen, wohl 16. Jahrhundert, im „Bremerfeld“,
- Bauernhaus, Mitterstallbau, im Kern 18. und Mitte 19. Jahrhundert,
- Pfarrhaus, stattlicher Satteldachbau, um 1725,
- Tennentor, Stoffener Straße 9, Ende 18. Jahrhundert.

Siehe auch: Liste der Baudenkmäler in Stadl.

## Geschichte
Stadl wird erstmals 1148 in einer Urkunde des Klosters Benediktbeuern erwähnt, in der ein gewisser Otto seinen Besitz in Stadl an das Kloster übermachte.
Von 1520 bis 1595 herrschten das Patriziergeschlecht der Püttrich über Stadl, danach fiel der Ort zurück an die bayerischen Herzöge. Diese schenkten es bereits 1598 dem Kloster Andechs, welches jedoch nach einem Rechtsstreit Stadl an das Pfleggericht Rauhenlechsberg abtreten musste.
Schließlich kam Stadl 1802 zum neu gegründeten Bezirksamt Schongau.
Am 1. Januar 1970 wurde die bis dahin selbstständige Gemeinde mit Pflugdorf zusammengelegt und am 1. Januar 1972 nach Vilgertshofen eingemeindet.